# Ласкавець гіллястий
Ласкавець гіллястий (Bupleurum brachiatum) — вид квіткових рослин родини окружкових (Apiaceae).

## Біоморфологічна характеристика
Це однорічна рослина 50–100 см заввишки. Листки лінійні, гострі, сидячі, майже охоплюють стебло. Парасольки 10-15-квіткові. Пелюстки оранжеві чи жовті. Плоди яйцеподібні, 1.5–2.5 мм завдовжки.

## Поширення
Крим, Північний Кавказ, Південний Кавказ, Туреччина.
В Україні вид зростає на сухих пагорбах та схилах — у сх. ч. Криму (ок. смт Планерського, Феодосії, Керченський півострів), рідко.